# Ovimbundu
Ovimbundu är en folkgrupp som traditionellt lever i högländerna i centrala Angola. De är den största etniska gruppen i Angola och utgör 37 procent av landets befolkning.
Ovimbundu var handlare, jordbrukare och herdar som före koloniseringen var organiserade i 13 riken. Ovimbundus senare historia har särskilt präglats av angolanska självständighetskriget (1961–1975) och det angolanska inbördeskriget (1975–2002). 
Den tidigare ledaren för Unita, Jonas Savimbi, tillhörde Ovimbundu och organisationen hade en stark bas i gruppen. Unita, tillsammans med MPLA, var aktiva i Angolas kamp för självständighet från Portugal. 
Folket blev föremål för oerhörda brutalitet, inklusive tvångsrekrytering, från båda sidor under kriget och två viktiga städer bebodda av Ovimbundu, Huambo och Kuito, blev svårt förstörda. Det är osäkert hur stor andel av Ovimbundu som stödde Savimbi när kriget fortsatte. Efter inbördeskriget är Ovimbundus situation svår att avgöra. Många, liksom inom andra folkgrupper i landet, är fattiga och har begränsade ekonomiska och politiska möjligheter. Ovimbundu talar umbundu, ett bantuspråk, och portugisiska.